# Калистово (Волоколамский район)
Калистово — деревня в Волоколамском районе Московской области России. Входит в состав сельского поселения Кашинское. Население — 515 чел. (2010).

## География
Деревня Калистово расположена на северо-западе Московской области, в центральной части Волоколамского района, примерно в 3 км к северо-востоку от города Волоколамска, с которым связана автобусным сообщением. В деревне 4 улицы — Воробьёва, Дачная, Нижняя и Центральная. Соседние населённые пункты — деревни Быково и Авдотьино.

## Население
| 1852 | 1859 | 1926 | 2002 | 2006 | 2010 |
| ---- | ---- | ---- | ---- | ---- | ---- |
| 446  | ↗458 | ↗514 | ↘481 | ↗578 | ↘515 |

## История
В «Списке населённых мест» 1862 года Калистово — владельческая деревня 2-го стана Волоколамского уезда Московской губернии на Клинском тракте (из Волоколамска), в 4 верстах от уездного города, при прудах, с 51 двором, 4 фабриками и 458 жителями (220 мужчин, 238 женщин).
По данным 1890 года входила в состав Буйгородской волости Волоколамского уезда, число душ мужского пола составляло 235 человек.
В 1913 году — 112 дворов и церковно-приходская школа.
По материалам Всесоюзной переписи 1926 года — центр Калистовского сельсовета, проживало 514 жителей (224 мужчины, 290 женщин), насчитывалось 98 хозяйств, среди которых 96 крестьянских, имелась школа.
С 1929 года — населённый пункт в составе Волоколамского района Московского округа Московской области. Постановлением ЦИК и СНК от 23 июля 1930 года округа как административно-территориальные единицы были ликвидированы.
В 1939 году Калистовский сельсовет был упразднён, Калистово передано в Ефремовский сельсовет, а в 1954 году — в Строковский сельсовет.
В 1963 году Калистово в составе Волоколамского укрупнённого сельского района, а в 1964 году относящийся к нему Строковский сельсовет был ликвидирован с передачей его селений Ченецкому сельсовету.
В 1965 году упразднён Волоколамский укрупнённый сельский район и восстановлен обычный Волоколамский район.
В 1994 году Московской областной думой было утверждено положение о местном самоуправлении в Московской области, сельские советы как административно-территориальные единицы были преобразованы в сельские округа.
1994—2006 гг. — деревня Ченецкого сельского округа Волоколамского района.
С 2006 года — деревня сельского поселения Кашинское Волоколамского муниципального района Московской области.
В годы Великой Отечественной войны
28 октября 1941 года у деревни Калистово советские войска атаковали позиции немцев, занявших деревню, в результате чего было уничтожено несколько немецких танков и орудий. В бою был убит командир 2-го танкового батальона 4-й танковой бригады П. П. Воробьёв.